# Barrio de Balbuena
Barrio de Balbuena är en ort i Mexiko.   Den ligger i kommunen Toluca och delstaten Mexiko, i den sydöstra delen av landet, 50 km väster om huvudstaden Mexico City. Barrio de Balbuena ligger 2 580 meter över havet och antalet invånare är 461.
Terrängen runt Barrio de Balbuena är platt åt sydväst, men åt nordost är den kuperad. Runt Barrio de Balbuena är det tätbefolkat, med 683 invånare per kvadratkilometer. Närmaste större samhälle är Toluca, 16,8 km söder om Barrio de Balbuena. Trakten runt Barrio de Balbuena består till största delen av jordbruksmark.